# Чингисхан (фильм, 1992)
«Чингисхан» (также известный как «Чингисхан: история жизни») — незаконченный фильм  1992 года, основанный на биографии Чингисхана, с участием Ричарда Тайсона, Чарлтона Хестона, Пэт Морита и Джона Сэксона. В 2010 году была предпринята попытка возобновить производство и выпустить фильм под названием «Чингисхан: история жизни» в виде двухчасового художественного фильма и шестичасового телесериала, также оказавшаяся безуспешной.

## Сюжет
Фильм рассказывает об истории жизни Тэмуджина, в дальнейшем принявшем титул Чингисхана и ставшим одним из величайших завоевателей  в истории.

## В ролях[1][2]
| Актёр            | Роль                 |
| ---------------- | -------------------- |
| Ричард Тайсон    | Тэмуджин (Чингисхан) |
| Джулия Никсон    | Бортэ                |
| Родни А. Грантон | Джамуха              |
| Чарлтон Хестон   | Тоорил (Ван-хан)     |
| Пэт Морита       | император            |
| Джон Сэксон      | Чиледу               |

## Производство
Съёмки фильма начались в 1991 году в Кыргызстане, которая в то время ещё была частью Советского Союза. За время производственного процесса сценарий неоднократно переписывался и дорабатывался (так, уже после начала съёмок был добавлен материал о детстве Чингисхана), а первоначальный режиссёр фильма Толомуш Океев впоследствии был заменён Питером Даффелом. К тому времени, когда большая часть съёмок была завершена, Советский Союз начал распадаться, и актёры и съёмочная группа, принимавшие участие в создании фильма, были отозваны в их соответствующие посольства. По ряду этих причин постпроизводство не было завершено до 2010 года, пока компания Madison Motion Pictures Group не приобрела права на оригинальные кадры с намерением выпустить их в том же году под названием «Чингисхан: история жизни» в виде двухчасового художественного фильма и шестичасового телесериала.